# Podocito

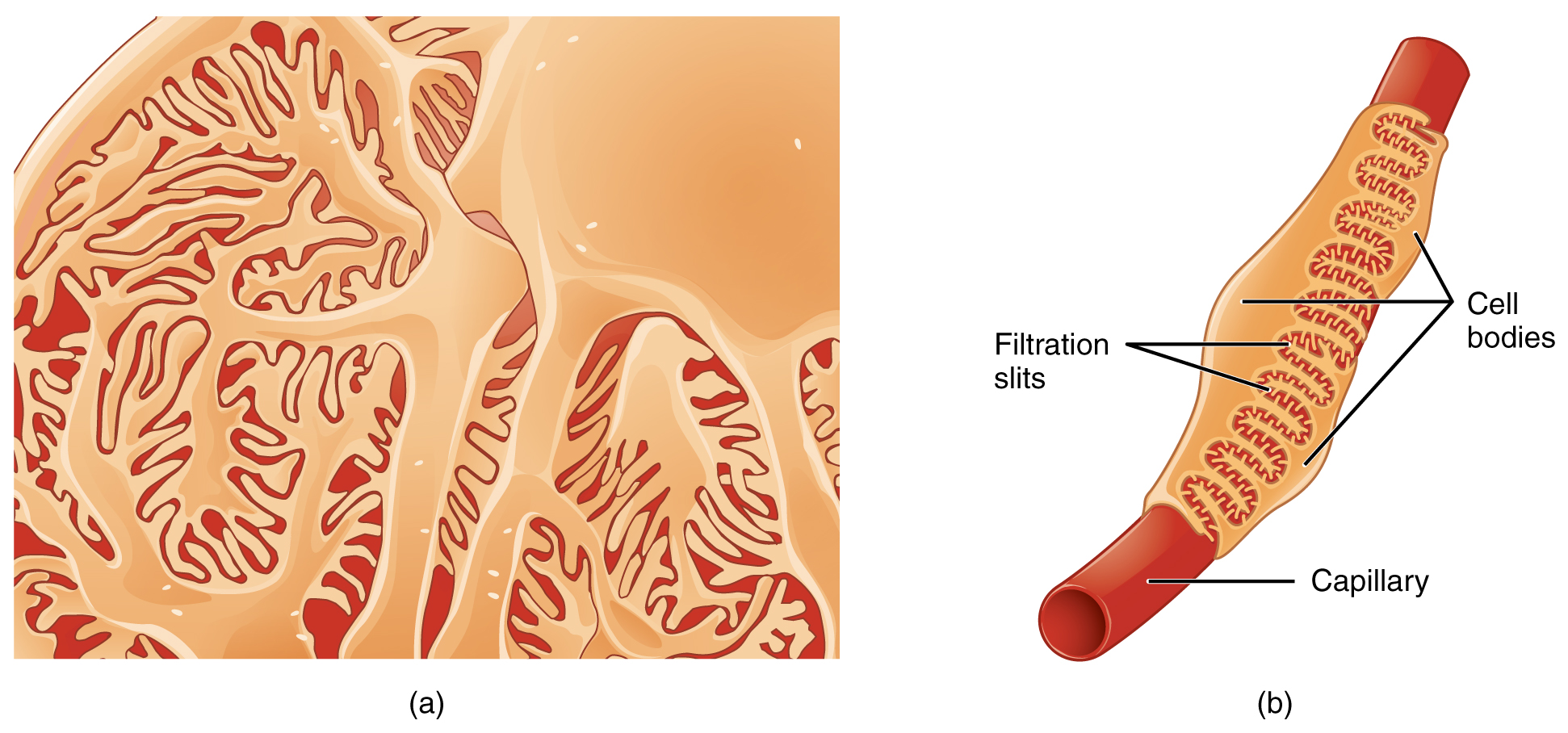
Ilustración de un Podocito

El podocito es una célula renal adosada a las asas capilares con citoesqueleto prominente, retículo endoplasmático rugoso, aparato de Golgi bien desarrollado y lisosomas frecuentes. Esta célula emite prolongaciones primarias (pies) de las que emergen otras finas secundarias, terminando en unos ensanchamientos o pedicelos que se entremezclan los de un podocito con otros y forman un recubrimiento a los capilares.
Alrededor de los capilares del corpúsculo renal, los podocitos se interdigitan unos con otros para retener proteínas mediante la expresión de una serie de moléculas que interconectan a los podocitos: las proteínas de nefrina. Estas últimas pertenecen a la superfamilia de las inmunoglobulinas y están sujetas a la membrana de los pedicelos mediante las proteínas de podocina. 
Una mutación en las proteínas de nefrina da lugar al síndrome nefrótico congénito.
- Datos: Q138912